# Ana Jelušić
Ana Jelušić, född 28 december 1986 i Rijeka, Kroatien, är en före detta alpin skidåkare som tävlade i alpina världscupen i disciplinerna slalom och storslalom. Hennes bästa placering i världscupen är en andra plats i Zagreb.
Jelušič deltog i olympiska vinterspelen 2002, 2006 och 2010.